# Clemens Schick

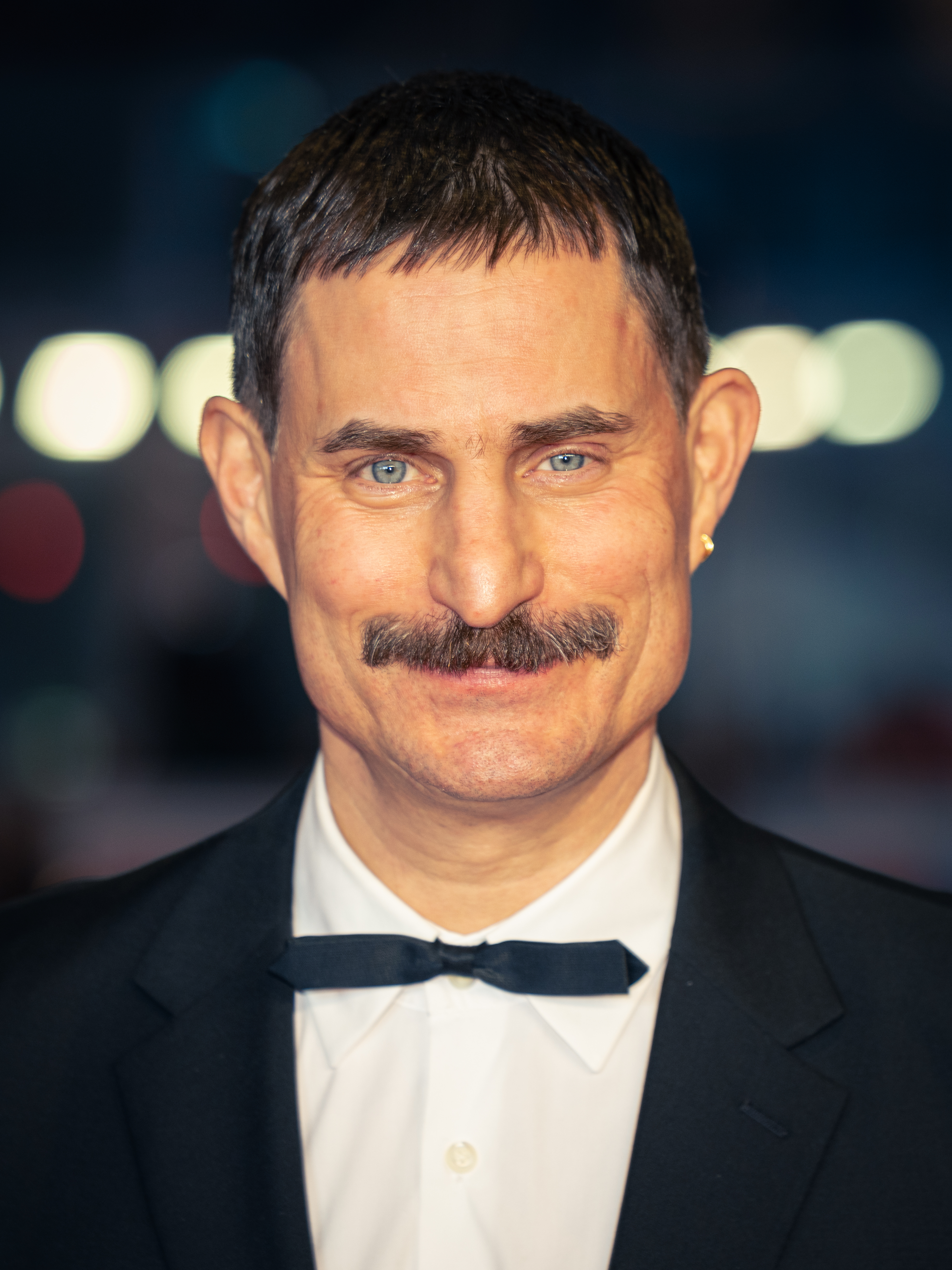
Clemens Schick (2025)

Clemens Schick (* 15. Februar 1972 in Tübingen) ist ein deutscher Schauspieler.

## Leben
Schick ist der Sohn eines Staatsanwalts. Im Jahr 1992 legte er sein Abitur am Hölderlin-Gymnasium in Stuttgart ab und studierte danach zunächst an der Akademie für darstellende Kunst (AdK) in Ulm. Nach einem Jahr Schauspielstudium verließ er die Akademie und ging als 22-Jähriger acht Monate in ein Kloster der Gemeinschaft von Taizé. Danach studierte er von 1993 bis 1996 an der Berliner Schule für Schauspiel.  Dieses Studium finanzierte er mit Nebenjobs als Landschaftsgärtner, Türsteher und Kellner in Restaurants und Kneipen in Berlin-Mitte und Prenzlauer Berg. 2001 stand Schick der US-Fotografin Nan Goldin in Paris Modell.
Im Jahr 2014 outete sich Clemens Schick als homosexuell. Er wohnt in Berlin-Kreuzberg.

## Karriere

### Theater
Schick erhielt Theaterengagements am Staatsschauspiel Dresden, am Schauspiel Frankfurt, dem Schauspielhaus Wien, den Sophiensaelen, auf Kampnagel, am Staatstheater Stuttgart, dem Schauspielhaus Zürich, dem Deutschen Schauspielhaus in Hamburg, am Schauspielhaus Köln und an der Schaubühne Berlin, wo er den Orest in Hugo von Hofmannsthals Theaterstück Elektra und den Werschinin in Drei Schwestern spielte.
Von 2002 bis 2006 gehörte er zum Ensemble des Schauspielhauses Hannover, an dem er unter anderem in Johann Kresniks Regiearbeit Peer Gynt und vor allem in Die Katze auf dem heißen Blechdach unter der Regie von Christina Paulhofer zu sehen war.

### Film und Fernsehen
Neben seinem Wirken am Theater arbeitet Schick für Film und Fernsehen. 1998 gab er als Rolf Buderus sein Kameradebüt in einer Episode der Fernsehserie Balko. 2001 war er in dem ZDF-Fernsehkrimi Ein starkes Team: Der schöne Tod als Sohn des von Paul Faßnacht dargestellten Bodybuilders Ralf Neutzner, dessen Nachfolge er antreten soll, zu sehen. Es folgten weitere Rollen in Krimiformaten, wie etwa Ein Fall für zwei, Tatort und Das Duo. In dem 21. James-Bond-Film Casino Royale spielte er 2006 den Handlanger Kratt des Filmbösewichts Le Chiffre (Mads Mikkelsen).
Der Eröffnungsfilm der „Perspektive Deutsches Kino“ auf der Berlinale 2007 war Aufrecht Stehen von Hannah Schweier, in dem Schick die Hauptrolle des Joe spielt. Im Sommer 2007 war Schick außerdem bei den Salzburger Festspielen in Hofmannsthals Jedermann als Tod zu sehen, ebenso in der Spielsaison 2008. Ebenfalls 2008 spielte Schick an der Seite von Alexandra Neldel und Erhan Emre die Rolle des Detektivs Marco Lorenz in der Fernsehserie Unschuldig.
2011 drehte Schick an der Seite von Saralisa Volm den hauptsächlich über Crowdfunding finanzierten Erotikkurzfilm Hotel Desire. 2013 spielte Schick in dem französischen Zweiteiler Le vol des cigognes, einer Adaption des gleichnamigen Romans von Jean-Christophe Grangé. Er übernahm die Rolle des Polizisten Hervé Dumaz, der im Film Französisch, Englisch und Deutsch spricht. Regie führte Jan Kounen, in weiteren Rollen waren Harry Treadaway, Perdita Weeks und Rutger Hauer zu sehen. Der Film wurde im Januar 2013 von Canal + ausgestrahlt. Von 2017 bis 2025 verkörperte Schick in der ARD-Krimireihe Der Barcelona-Krimi an der Seite von Anne Schäfer den ohne Eltern aufgewachsenen homosexuellen Kommissar Xavi Bonet. 2018 war er neben Henriette Confurius in dem ZDF-Historien-Mehrteiler Tannbach – Schicksal eines Dorfes in der Rolle des christlichen Pastors Wolfgang Herder, der aus eigener Überzeugung von West-Berlin in den Osten gewechselt ist, zu sehen. 2020 spielte er den Korvettenkapitän Johannes von Reinhartz in der zweiten Staffel der deutsch-tschechischen Fernsehserie Das Boot.
Schick ist Mitglied im Bundesverband Schauspiel (BFFS).

## Öffentliches Engagement
Im Jahr 2009 besuchte Schick das deutsche Einsatzkontingent ISAF an den Standorten Masar-e Scharif (Camp Marmal), Kundus und Feyzabad in Afghanistan. Dabei wurde er von einem Kamerateam begleitet. Die Reportage von Jobst Knigge lief unter dem Titel Der Truppenunterhalter: Clemens Schick spielt Theater in Afghanistan. Der Schauspieler setzte sich im gezeigten Solo-Programm mit Bill Gates auseinander. Schick setzte auch 2011 und 2012 die Truppenbetreuung in afghanischen Militärstandorten der deutschen ISAF-Truppen durch Theateraufführungen in Masar-i-Scharif und Kabul fort.
Schick beteiligte sich am „Bündnis gegen Castor 2010“ und unterzeichnete einen in zahlreichen Tageszeitungen abgedruckten Aufruf von Künstlern, der die Bevölkerung dazu aufrief, sich an den Protestaktionen gegen den Castor-Transport und die Laufzeitverlängerung deutscher Kernkraftwerke zu beteiligen.
Seit dem 13. August 2016 ist er offizielles Mitglied der Sozialdemokratischen Partei Deutschlands (SPD). Er unterstützt die 2016 von der SPD initiierte Kampagne „Meine Stimme für Vernunft“.

## Filmografie (Auswahl)

### Kino
- 2001: Duell – Enemy at the Gates (Enemy at The Gates)
- 2006: James Bond 007: Casino Royale (Casino Royale)
- 2006: Aufrecht Stehen (Kurzfilm)
- 2008: Das Wunder von Berlin
- 2009: Jedem das Seine
- 2010: Cindy liebt mich nicht
- 2010: Transit
- 2011: Largo Winch II – Die Burma Verschwörung (Largo Winch II)
- 2011: Hotel Desire (Kurzfilm)
- 2012: Das Kind
- 2012: Schatzritter und das Geheimnis von Melusina (D’Schatzritter an d’Geheimnis vum Melusina)
- 2012: Du hast es versprochen
- 2014: Futuro Beach (Praia do Futuro)
- 2014: Besser als Nix
- 2014: Das finstere Tal
- 2015: 4 Könige
- 2015: Point Break
- 2016: Stille Reserven
- 2016: Collide
- 2016: Mann im Spagat – Pace, Cowboy, Pace
- 2017: Overdrive
- 2017: Renegades – Mission of Honor (Renegades)
- 2017: Es war einmal Indianerland
- 2018: Verlorene
- 2019: Kidnapping Stella
- 2020: Sergio
- 2022: Servus Papa, See You in Hell
- 2023: Dogman
- 2023: Die Tribute von Panem – The Ballad of Songbirds and Snakes (The Hunger Games: The Ballad of Songbirds and Snakes)
- 2024: Die Ermittlung
- 2025: Rave On

### Fernsehen
- 2001: Ein starkes Team: Der schöne Tod (Fernsehreihe)
- 2001–2007: Ein Fall für zwei (Fernsehserie, verschiedene Rollen, 4 Folgen)
- 2006: Tatort: Gebrochene Herzen (Fernsehreihe)
- 2006: Das Duo: Unter Strom (Fernsehreihe)
- 2008: Unschuldig (Fernsehserie, 12 Folgen)
- 2008: Ich liebe den Mann meiner besten Freundin
- 2009: Killerjagd. Töte mich, wenn du kannst
- 2010: Das Geheimnis der Wale (Fernsehzweiteiler)
- 2010: Killerjagd. Schrei, wenn du dich traust
- 2011: Nachtschicht – Reise in den Tod (Fernsehreihe)
- 2012: Mord in Ludwigslust
- 2012: Die Jagd nach dem Bernsteinzimmer
- 2013: Der Flug der Störche (Le vol des cigognes, Fernsehzweiteiler)
- 2013: Rosa Roth – Der Schuss (Fernsehreihe)
- 2014: Matador – Quid Go Pro (Fernsehserie)
- 2015: Nachtschicht – Wir sind alle keine Engel
- 2016: Treffen sich zwei
- 2016: Sommernachtsmord
- 2017: Guardians of Heritage – Hüter der Geschichte (Fernsehdreiteiler)
- 2017–2025: Der Barcelona-Krimi (Fernsehreihe) → siehe Episodenliste
- 2018: Tannbach – Schicksal eines Dorfes (Fernsehserie, 3 Folgen)
- 2018: Dengler: Fremde Wasser (Fernsehreihe)
- 2018–2019: Arctic Circle – Der unsichtbare Tod (Fernsehserie, 9 Folgen)
- 2020: Das Boot (Fernsehserie, 6 Folgen)
- 2021: Tatort: Luna frisst oder stirbt
- 2022: Andor (Fernsehserie, 3 Folgen)

## Hörspiele
- 2013: Helmut Kuhn: Gehwegschäden – Regie: Hannah Georgi (Hörspiel – WDR)
- 2023: Kai Grehn: Die Causa Jeanne d’Arc – Regie: Kai Grehn (Hörspiel – SWR/RBB)